# Armida (Salieri)

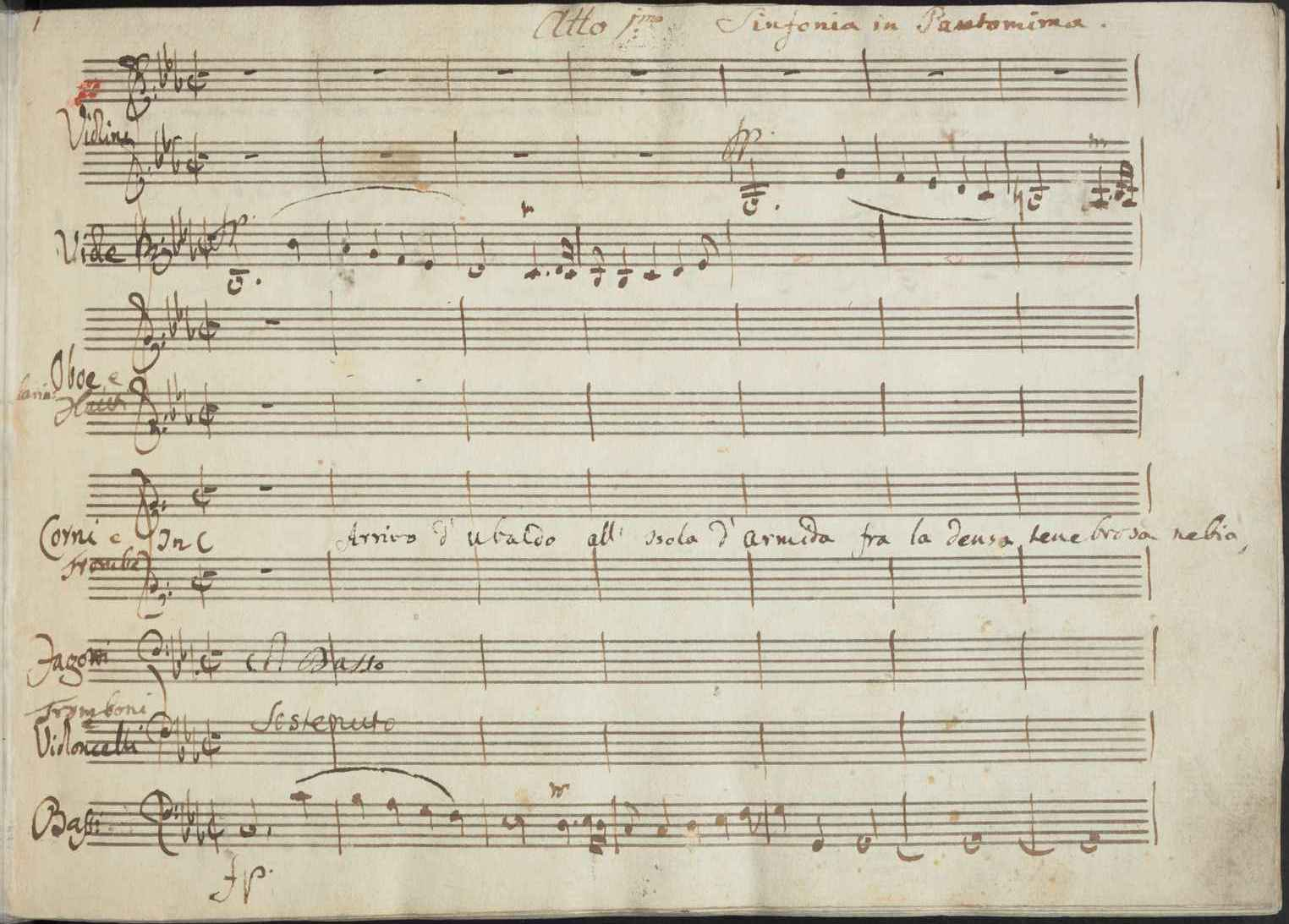
Primera página del manuscrito autógrafo (ONB)

Armida es un dramma per musica en tres actos compuesto por Antonio Salieri sobre un texto de Marco Coltellini. Fue estrenada en el Burgtheater en 1771 y es la primera tragedia que conservamos de la producción operística de Antonio Salieri. Entra dentro de una larga tradición de óperas basadas en el poema épico Jerusalén liberada de Torquato Tasso, entre las cuales destacan las adaptaciones de Jean Baptiste Lully, Georg Friedrich Händel, Antonio Vivaldi o, más cercanas a la época de Salieri, las de Tommaso Traetta (1761), Christoph Willibald Gluck (1777) o Vincenzo Righini (1782).

## Personajes y cantantes
| Personajes | Voz              | Estreno, 2 de junio de 1771 (Director: - ) |
| ---------- | ---------------- | ------------------------------------------ |
| Armida     | soprano          | Catharina Schindler                        |
| Ismene     | soprano          |                                            |
| Rinaldo    | soprano castrato | Giuseppe Millico                           |
| Ubaldo     | barítono         | Francesco Bussani                          |

Su estilo, inevitablemente ligado a las tragedias de Metastasio y Gluck, es muy cercano al de la ópera seria barroca, entroncando esta tradición metastasiana con la música de su tiempo. No podemos dejar de mencionar que el papel masculino principal, el de Rinaldo, fue compuesto específicamente para un castrato, que probablemente fuera Giuseppe Millico.
Fue una de las óperas más famosas de Salieri, ya que en 1783 la ópera fue imprimida íntegramente por Carl Friedrich Cramer en una versión vocal con acompañamiento de piano en Leipzig, traducida al alemán. Además esta ópera sufrió un continuo proceso de revisión, como evidencian las correcciones realizadas en el manuscrito original o la composición de nuevas arias, como "Oh, comme in un momento" para el papel de Ubaldo.
En 1811 (muestra de la perdurabilidad de la ópera) su primer coro y un dueto fueron arreglados y traducidos como una cantata en alemán Wie eine Purpurblume, firmada por G. Schröde.

## Grabaciones
Destacan especialmente algunas arias como "Tremo bel iddol mío" o "Vieni a me sull'ali d'oro" para el papel de Armida, recientemente grabadas por la soprano israelí Chen Reiss (2011) y  la mezzosoprano italiana Cecilia Bartoli, (2008) respectivamente. Su obertura, asimismo, se ha grabado en algunas ocasiones.
El 22 de enero del 2021 salió al mercado la grabación íntegra de la ópera a cargo de Les Talents Lyrics y el coro de cámara Numar dirigida por Christophe Rousset y los cantantes Ruiten,Valiquette,Iervolino y Riches.